# Датта, Калпана
Калпана Датта, с 1943 — Калпана Джоши (бенг. কল্পনা দত্ত; 27 июля 1913 — 8 февраля 1995) — национальная героиня Индии, активист индийского национально-освободительного движения. Член группы вооруженного сопротивления под руководством Сурьи Сена, где принимала участие в захвате Читтагонгского оружейного склада в 1930 году. Позже вступила в Коммунистическую партию Индии и в 1943 году вышла замуж за Пурана Чанда Джоши — первого генерального секретаря Коммунистической партии Индии.

## Ранний этап жизни
Калпана Датта родилась в г. Шрипуре в Читтагонгском округе провинции Бенгалии в Британской Индии в семье местных аристократов. Её дедушка — Дургадас Датта — был награждён орденом Британской империи Рай Бахадур (Rai Bahadur («Почтеннейший Принц», орденом награждали потомков местной королевской династии, он был эквивалентен Ордену Офицера Британской Империи). Среди родственников Калпаны Датты также был известный бенгальский поэт Набин Сен и адвокат и революционер Джатиндра Мохан Сенгупта. После окончании школы в 1929 году в Читтагонге, Калпана уехала в Калькутту и поступила в Бетун колледж на факультет естественных наук. Там вступила в Ассоциацию студенток, состоящую из революционерок, занимающуюся теоретической и практической подготовкой к революционной деятельности.

## Вооруженное сопротивление
Захват Читтагонгского оружейного склада вооруженной группой Индийской республиканской армии произошел 18 апреля 1930 года. После него британской полицией были арестованы некоторые лидеры группы: Ананта Сингх, Ганеш Гхош и Локнатх Бал. Калпана вступила в Читтагонгское отделение Индийской республиканской армии в мае 1931 года, и отвечала в партии за доставку взрывчатых веществ из Калькутты. Калпана Датта должна была организовать взрыв здания суда во время специального трибунала с целью освобождения арестованных товарищей по сопротивлению. Заговор был раскрыт и полиция наложила ограничения на передвижение революционерки. Однако, переодеваясь в мужскую одежду, она регулярно посещала деревню лидера сопротивления Сурьи Сена. При этом брала вместе со своей подругой Притилатой Ваддедар уроки стрельбы. В сентябре 1931 года подругам была поручена организация нападения на Европейский клуб, место встречи британской административной элиты. Но за неделю до нападения девушки были арестованы поодиночке. Притилата была окружена полицией и покончила с собой, приняв таблетку цианистого калия. Калпана была арестована, но выпущена под залог, ушла в подполье и продолжила революционную деятельностью. 17 февраля 1933 года полиция обнаружила место укрытия революционеров. Сурья Сен был арестован, Калпане удалось бежать, но через месяц её арестовали по наводке предателя.

## Судебный процесс и дальнейшая жизнь
Суд приговорил Калпану Датту к пожизненному заключению. Лидеры движения — Сурья Сен и Таракешвар Дастидар — были казнены через повешение. В защиту юной Калпаны Датты по Индии прокатилась серия митингов и массовых голодовок, Рабиндранат Тагор писал за неё ходатайство в Британскую королевскую администрацию. В результате срок заключения был сокращён до шести лет. Выйдя на свободу, Калпана окончила университет Калькутты и вступила в Коммунистическую партию Индии, а 1943 году вышла замуж за Пурана Чанда Джоши, генерального секретаря партии. После этого она начала изучать русский язык, для чего часто приезжала в Москву на стажировки и в командировки, по большей части связанные с деятельностью организованного ею Всеиндийского института изучения русского языка.
В браке Пурана Чанда Джожи и Калпаны родилось двое сыновей — Чанд и Сурадж. Сурадж Джоши окончил ВГИК в Москве, стал режиссёром документального кино и работал в Национальном Совете Образовательного Исследования и Обучения (NCERT) в Дели. Чанд Джоши — журналист главной индийской газеты «Хиндустан Таймс», получил известность после опубликования книги о сикхских террористах «Бхиндранвале: Миф и Реальность». Его жена Манини Чаттерджи написала бестселлер о захвате оружейного склада в Читтагонге, под названием «Сделать и Умереть: Восстание Читтагонг 1930-34 г». Книга легла в основу фильма, снятого известным индийским режиссёром, Ашутошем Говарикером. Кинокартина Khelein Hum Jee Jaan Sey («Играли мы, господа, с жизнью»), вышла в декабре 2010 года. Роль Калпаны сыграла Дипика Падуконе.
Умерла Калпана 8 февраля 1995 года в Дели на 82-м году жизни.